# Noêmia Assumpção
Noêmia Assumpção (... – 2 agosto 1999) è stata una cestista brasiliana.

## Carriera
Con il Brasile ha disputato i Campionati del mondo del 1953 e i Campionati sudamericani del 1954.